# 青山住宅地
青山住宅地とは、奈良県奈良市の最北部にある住宅地である。
1丁目から9丁目の中に4000人が居住しているとされる。
都市再生機構（UR）奈良青山団地がある